# Rajewszczyzna (rejon stołpecki)
Rajewszczyzna (biał. Раёўшчына; ros. Раёвщина) – wieś na Białorusi, w obwodzie mińskim, w rejonie stołpeckim, w sielsowiecie Wiśniowiec.

## Historia
W XIX w. zaścianek.
W dwudziestoleciu międzywojennym leżała w Polsce, w województwie nowogródzkim, w powiecie nieświeskim, w gminie Horodziej. W 1921 miejscowość liczyła 130 mieszkańców, zamieszkałych w 24 budynkach, wyłącznie Polaków. 126 mieszkańców było wyznania rzymskokatolickiego i 4 prawosławnego.
Po II wojnie światowej w granicach Związku Sowieckiego. Od 1991 w niepodległej Białorusi.